# Mark-Paul Gosselaar
Mark-Paul Harry Gosselaar (ur. 1 marca 1974 w Los Angeles) – amerykański aktor filmowy i telewizyjny, najlepiej znany z roli detektywa Johna Clarka Jr. w serialu Nowojorscy gliniarze (NYPD Blue) i jako Richard „Dickie” McDonald w Pani prezydent (Commander in Chief).

## Życiorys

### Wczesne lata
Urodził się w Los Angeles w Kalifornii jako syn Pauli (van den Brink), hostessy Koninklijke Luchtvaart Maatschappij i menadżerki, i Hansa Gosselaara, kierownika zakładu Anheuser-Busch. Jego matka pochodziła z Bali w Indonezji i Holandii. Jego starsze rodzeństwo – brat Mike oraz dwie siostry– Linda i Sylvia – urodziło się w Holandii. Jego ojciec Holender miał niemieckie i holendersko-żydowskie pochodzenie. Jego dziadkowie ze strony ojca, Hertog i Hester Gosselaar, zostali zabici w obozie zagłady w Sobiborze podczas Holocaustu. Rodzice Gosselaara później rozwiedli się.
Jako pięciolatek był modelem, reklamował ciastka Oreo i Smerfowe towary. Swoje nastoletnie lata spędził w Santa Clarita Valley, gdzie uczęszczał do Hart High School.

### Kariera
Po rolach w kilku komercyjnych filmach, Gosselaar otrzymał rolę Zacka Morrisa w serialach dla nastolatków: Disney Channel Dzień dobry, panno Bliss (Good Morning, Miss Bliss, 1988–89), NBC Byle do dzwonka (Saved by the Bell, 1989-93) i kontynuacji Byle do dzwonka: Lata w college’u (Saved by the Bell: The College Years, 1993–94). Następnie wystąpił jako Cooper w czarnej komedii Trup w akademiku (Dead Man on Campus, 1998) u boku Toma Everetta Scotta, Alyson Hannigan i Jasona Segela, melodramacie opartym na faktach Księżniczka i żołnierz (Princess and the Marine, 2001) z Marisol Nichols jako Jason Johnson i komedii romantycznej 12 świątecznych randek (12 Dates of Christmas, 2011) z Amy Smart.
Zdobył uznanie telewidzów w serialach ABC: Nowojorscy gliniarze (NYPD Blue, 2001–2005) w roli detektywa Johna Clarka Jr. i Pani prezydent (Commander in Chief, 2005–2006) jako Richard "Dickie" McDonald, a także TNT Franklin & Bash (2011–2014) jako Peter Bash i FOX Zagrywka (Pitch, 2016) w roli kapitana San Diego Padres Michaela "Mike’a" Lawsona.

## Życie prywatne
W 1989 związał się z przyszłą gwiazdą Beverly Hills, 90210 Tiffani-Amber Thiessen, jednak ich związek trwał tylko do zakończenia zdjęć. Na planie serialu Byle do dzwonka: Lata w college’u spotkał swoją żonę Lisę Ann Russell. Para pobrała się 26 sierpnia 1996 roku w Maui na Hawajach. Mają dwójkę dzieci: syna Michaela Charlesa (ur. 31 stycznia 2004) i córkę Avę Lorenn (ur. 7 maja 2006). Jednak po czternastu latach rozwiódł się. W 2012 roku poślubił Catrionę McGinn, z którą ma syna Dekkera Edwarda (ur. 30 września 2013).